# Langereis (buurtschap)
Langereis (West-Fries: Lengerois) is een buurtschap en kanaal in de gemeenten Opmeer en Hollands Kroon in de Nederlandse provincie Noord-Holland.
Het is gelegen tussen het dorp en polder Veenhuizen/De Lage Hoek en de plaatsen Aartswoud en Winkel in. De plaats ligt aan beide kanten van het water. De westkant valt onder de gemeente Hollands Kroon terwijl de oostkant onder de gemeente Opmeer valt. Alleen het noordelijkste puntje valt onder de gemeente Medemblik. De oostkant was tot 1979 gelegen in de gemeente Hoogwoud, die toen opging in de gemeente Opmeer. De bewoning van Langereis is deels agrarisch. Precies op de grens met De Lage Hoek, nabij Veenhuizen staat de molen De Vier Winden. Deze poldermolen uit 1891 staat er voor bemaling van de polder De Lage Hoek.

## Geschiedenis
De plaatsnaam is afgeleid van het water. De waternaam komt van oorsprong af van de rivier de Reise of Reis die er liep van het Berkmeer tot in de Zuiderzee totdat deze werd rechtgetrokken als een afwateringskanaal. Die riviernaam was afgeleid van het Germaanse benaming voor stromen en zich bewegen, rîsan. Het kanaal was vrij lang voor afwateringskanaal dus noemde men het De Lange Reise, die benaming komt uit 1598 en gold toen ook al voor de ontstaande kern van bewoning langs het kanaal.
In 1745 wordt het geschreven als De Lange Reys, het heeft vanaf dan niet meer de betekenis van de oude rivier maar verwijst het naar het feit dat het nogal tijd kostte als men langs het hele kanaal reisde. Lokaal wordt de plaatsnaam ook wel uitgesproken als Langerois.
Tot 31 december 2011 behoorde Langereis tot de gemeente Niedorp die per 1 januari 2012 in een gemeentelijke herindeling is samengegaan tot de gemeente Hollands Kroon.
Dorpen: Aartswoud · De Weere · Hoogwoud · Opmeer · Spanbroek · Wadway (deels)

Woonplaatsen: Gouwe · Zandwerven     
Buurtschappen: Abbekerkeweere · De Kaag · De Kolk · De Snip · Harderwijk · Lagehoek · Langereis (deels) · Paradijs

Noord-Holland: Steden en dorpen in Noord-Holland      Nederland: Provincies · Gemeenten
Dorpen en gehuchten: Anna Paulowna · Barsingerhorn · Breezand · Den Oever · Haringhuizen · Hippolytushoef · De Haukes · Kleine Sluis · Kolhorn · Kreil · Kreileroord · Lutjewinkel · Middenmeer · Moerbeek · Nieuwe Niedorp · Nieuwesluis · Oosterklief · Oosterland · Oude Niedorp · Slootdorp · Smerp · Stroe · De Strook · Terdiek · Tolke (deels) · Van Ewijcksluis · Vatrop · 't Veld · Verlaat (deels) · Westerklief · Westerland · Wieringerwaard · Wieringerwerf · Winkel · Zijdewind

Buurtschappen: Blokhuizen · Dam · De Belt · De Bomen · De Elft · Emaus · Gelderse Buurt · De Gest · Groetpolder · Hanedoes · De Heid · De Hoelm · Hogebieren · Hollebalg · De Kampen · Langereis (deels) · De Leijen · Lutjekolhorn · Mientbrug · Noord-Stroe · Noordburen · Noorderbuurt · De Normer · Poolland · Spoorbuurt · Tin · Vennik (deels) · Wateringskant · De Weel (deels) · De Weere · Westeinde  · Zandburen

Noord-Holland: Steden en dorpen    Nederland: Provincies · Gemeenten